# 董学林
董学林（1931年—1994年4月20日），男，山东莱城人，中华人民共和国政治人物。

## 生平
董学林是山东莱城西关人。1983年4月任第24军参谋长；1985年8月，担任河北省军区司令员；1988年被授予少将军衔。1990年，担任北京军区副司令员兼北京卫戍区司令员；1992年，任济南军区副司令员。
1994年4月20日逝世。